# Елевен Мен ін Флайт
«Елевен Мен ін Флайт» — свазілендський футбольний клуб, який базується у місті Сітекі.

## Історія
Клуб було засновано в 1977 році в місті Сітекі, протягом своєї історії команда двічі ставала переможцем національного чемпіонату, 2 рази перемагала в Кубку Свазіленду, одного разу — у Благодійному Кубку та 3 рази — у Свазілендському кубку Торгової палати.
Футбольний клуб «Одинадцять людей в польоті» взяв участь у 4-ох континентальних турнірах, де його найкращим результатом став вихід до другого раунду Кубку володарів кубків КАФ 1994 року.

## Досягнення
- Свазілендська МТН Прем'єр-ліга:
  -  Чемпіон (2): 1994, 1996
  -  Срібний призер (2): 1995, 1997

- Кубок Свазіленду з футболу‎:
  -  Володар (2): 1993, 2001

- Благодійний Кубок Свазіленду:
  -  Володар (1): 1996

- Свазілендський кубок Торгової палати:
  -  Фіналіст (2): 1996, 1997

## Статистика виступів на континентальних турнірах під егідою КАФ
| Сезон | Турнір                       | Раунд      | Клуб              | Вдома   | На виїзді | Загалом        |
| ----- | ---------------------------- | ---------- | ----------------- | ------- | --------- | -------------- |
| 1994  | Кубок володарів кубків КАФ   | Попередній | Тоуншип Роллерз   | 3-1     | 1-2       | 4-3            |
| 1994  | Кубок володарів кубків КАФ   | 1          | Павер Дайнамоз    | дискв.1 | дискв.1   | дискв.1        |
| 1994  | Кубок володарів кубків КАФ   | 2          | ФК «Малінді»      | 0-1     | 0-1       | 0-2            |
| 1995  | Кубок африканських чемпіонів | Попередній | Лобаце КС Ганнерз | 2-2     | 2-2       | 2-2 (4-2 пен.) |
| 1995  | Кубок африканських чемпіонів | 1          | Орландо Пайретс   | 0-3     | 0-2       | 0-5            |
| 1996  | Кубок КАФ                    | Попередній | Блу Вотерс        | 4-2     | 1-3       | 5-5 (в.г.)     |
| 1997  | Кубок володарів кубків КАФ   | Попередній | МП Тайгерз        | 0-0     | 1-1       | 1-1 (в.г.)     |
| 1997  | Кубок володарів кубків КАФ   | 1          | Джомо Космос      | 0-3     | 0-3       | 0-6            |

1- Павер Дайнамоз був дискваліфікований з турніру через те, що Футбольна асоціація Замбії не відправила список гравців, зареєстрованих для участі в турнірі вчасно.